# Tangkisan (Tawangsari)
Tangkisan is een bestuurslaag in het regentschap Sukoharjo van de provincie Midden-Java, Indonesië. Tangkisan telt 4073 inwoners (volkstelling 2010).